# Skale Tracker
Skale Tracker è un programma di tipo tracker creato e scritto da Baktery, con supporto grafico da Awesome.

## Descrizione
Skale Tracker era stato inizialmente distribuito come versione alpha sotto il nome Fast Tracker 3, poiché l'intero aspetto era stato creato ispirandosi al famoso tracker Fast Tracker 2. Il nome è stato cambiato in seguito a causa di ragioni legali e di copyright. La struttura e la somiglianza al Fast Tracker è rimasta. Attualmente, è disponibile sia per Windows che per Linux.
Skale include supporto per ASIO, WAV, SF2 e strumenti AKAI, Input/Output MIDI, strumenti VST e molto altro. L'ultima versione disponibile è la 0.81, distribuita il 25 dicembre 2005.